# Рубель, Игорь Георгиевич
Игорь Георгиевич Рубель (25 августа 1933 — 4 апреля 1963) — советский шахматист, мастер спорта СССР (1958).
Инженер-металлург (окончил Ленинградский технологический институт). Работал мастером литейного цеха на одном из ленинградских заводов.
Призер финала I Всесоюзного массового турнира 1956 г. (разделил 2—5-е места с И. Е. Болеславским, В. А. Макогоновым и М. Пасманом, победителем соревнования стал Я. Я. Клявиньш).
Чемпион Ленинграда 1958 г. (12½ из 17), в чемпионате 1959 г. разделил 6—7-е места с Н. С. Усовым (9½ из 17, победителем стал Б. В. Спасский).
В последние годы жизни учился в Заочном политехническом институте. Погиб в авиационной катастрофе.